# Георгије Кедрин
Георгије Кедрин (грч. Γεώργιος Κεδρηνός /Георгиос Кедринос/) је био византијски монах, о чијем животу се конкретно ништа не зна, осим тога да је живео у 11. веку и да је аутор (пре ће бити састављач) такорећи историјског дела Συνοψις ιστοριον, које почиње од постанка света и завршава се с годином 1057. Ово обимно дело написано је у форми анала, и мора се узети с великом резервом; утолико пре што аутор не само што очито нема смисла за историју, него је изразито тенденциозан када је реч о доношењу судова и у толикој мери лаковеран да не би била грешка ако би га сврстали међу писце легенди. Међутим, онај део Синопсиса који разматра догађаје којима је Кедрин био савременик и није тако лош; али ни овде ствари не стоје баш најбоље, јер је очито да аутор апсолутно није дорастао томе да изнесе суд а да притом узме у обзир и време у коме је живео. Па ипак, будући да је дело обимно и да садржи обиље података, може да се користи у комбинацији са другим ауторима; али нипошто није препоручљиво позивати се искључиво на њега, изузев у оном случају када наводи поуздане изворе. Доста тога чега има код Кедрина може да се нађе и у делу његовог савременика Скилице: у питању су не само многобројни пасуси, него, штавише, и читаве епизоде. Стога се у науци често водила дебата да ли је Кедрин преузео штогод од Скилице, или Скилица од њега. Скилицино дело завршава се с годином 1081, али за разлику од свог савременика Скилица је човек од већег интелекта, а уме и боље да суди; без сумње да је у овом случај Кедрин тај који је плагијариста, премда му је у ту сврху могао бити од неке користи само први део Скилицине Хронике. 
 Овај чланак садржи текст из публикације која је сада у јавном власништву: Смит, Вилијам, ур. (1870). Речник грчких и римских биографија и митологија. Недостаје или је празан параметар |title= (помоћ)